# スコロド石
スコロド石（スコロドせき、Scorodite)は鉱物(ヒ酸塩鉱物)の一種。
化学組成はFe(AsO₄）・2H₂O。結晶系は斜方晶系。色は暗灰緑色・赤褐色・青色・白色など。条痕色はほぼ白色。モース硬度は4。
比重は3.28～3.41。劈開は無し。
叩いたり熱したりするとにんにくのような臭いを出すため、Scoroditeという英名は「にんにくのような」という形容詞であるギリシャ語Scorodionに由来する。また、日本でもかつては「葱臭石」と呼ばれており、発見された当初は、錫石や毒鉄鉱などと間違えられた。
主な産地の一つにアメリカのイエローストーン国立公園が挙げられ、公園内の温泉水中では、スコロド石が沈殿しつつある。日本では、大分県の木浦鉱山などで採掘される。
ヒ素化合物としては比較的安定した性質を持つため、非鉄金属製錬（とくに精鉱のヒ素含有率が高い低品位鉱を用いた銅製錬など）などで副産出したヒ素を安全に貯蔵するために、人工的にスコロダイト（スコロド石）を製造する事がある。